# Paradajs
Paradajs (dawn. też Paradajz; 938,9 m n.p.m.) – szczyt w Górach Szczawnickich na Słowacji. Trzeci co do wysokości (po szczytach Sitno i Petrov vrch) szczyt tych gór.

## Położenie
Leży w centralnej części Gór Szczawnickich, na wschodnim krańcu mniejszej jednostki geomorfologicznej zwanej Hodrušská hornatina. Wznosi się ok. 1,5 km na północny zachód od centrum Bańskiej Szczawnicy, w granicach katastralnych tego miasta. Stanowi element zerodowanej krawędzi kaldery dawnego superwulkanu Gór Szczawnickich.

## Charakterystyka
Sam wierzchołek, w kształcie płaskiej kopuły, jest zalesiony, jednak od strony zachodniej tuż pod nim rozciąga się polana Zadné Rosniarky. Na wschodnich stokach wzniesienia, na wysokości ok. 810 m n.p.m. znajduje się najwyżej położony z bańskoszczawnickich tajchów – Paradajské jazero (dawn. Ottergrund), natomiast u zachodnich podnóży, już na terenie miejscowości Hodruša-Hámre, leżą dwa Jeziora Hodrušskie, Górne i Dolne.

## Turystyka
Szczyt jest łatwo dostępny w ok. 30 min. czerwonym  szlakiem turystycznym z przełęczy Červená studňa.